# Hervartov
Hervartov é um município da Eslováquia, situado no distrito de Bardejov, na região de Prešov. Tem 9,87 km² de área e sua população em 2018 foi estimada em 517 habitantes.

## Demografia
| Ano:        | 1994 | 2004   | 2014   | 2024   |
| ----------- | ---- | ------ | ------ | ------ |
| Broj ljudi: | 495  | 507    | 494    | 518    |
| Razlika:    |      | +2,42% | -2,56% | +4,85% |

| Ano:               | 2023 | 2024   |
| ------------------ | ---- | ------ |
| Número de pessoas: | 524  | 518    |
| Diferença:         |      | -1,14% |